# Estereoscopi

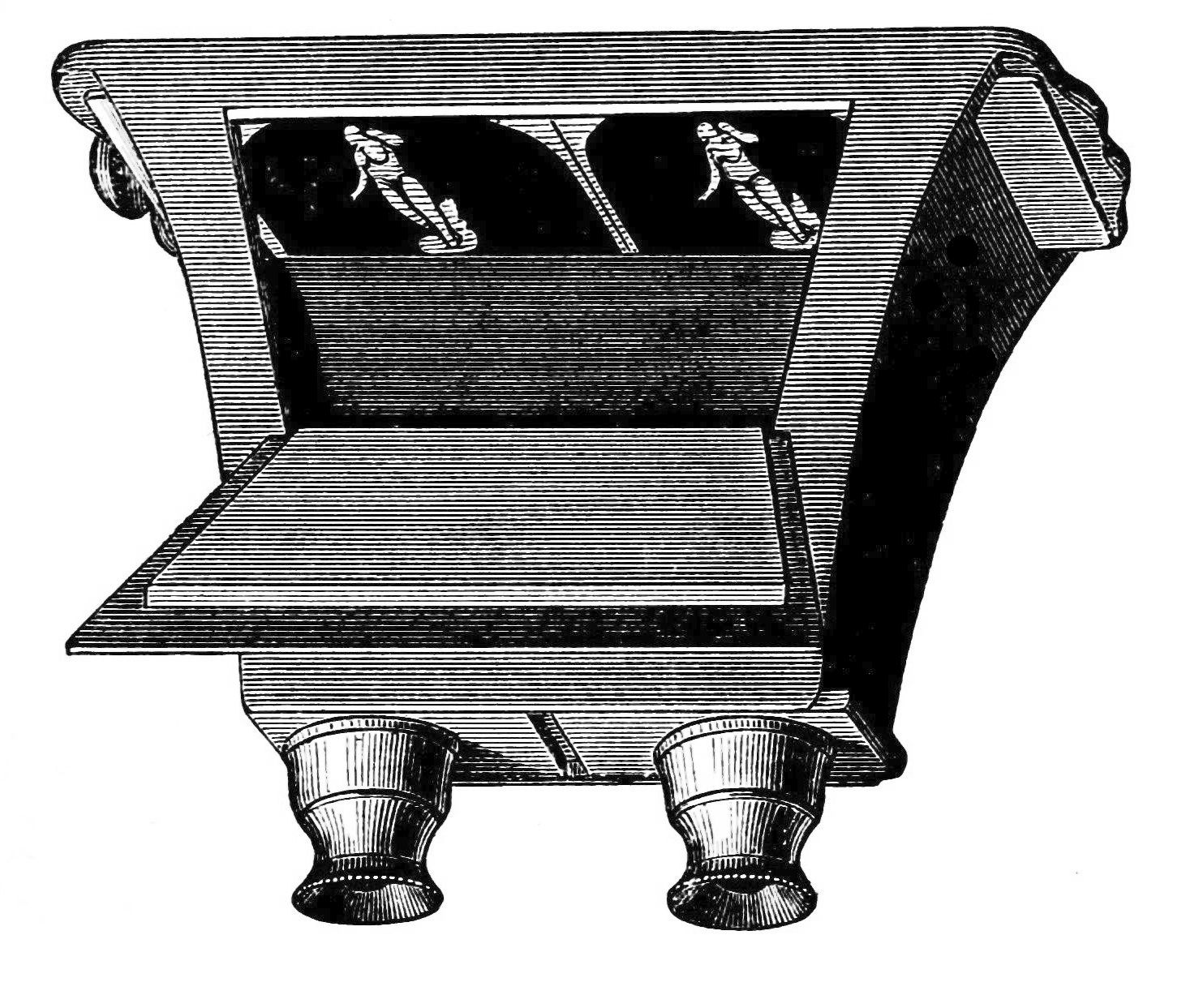
Estereoscopi Brewster

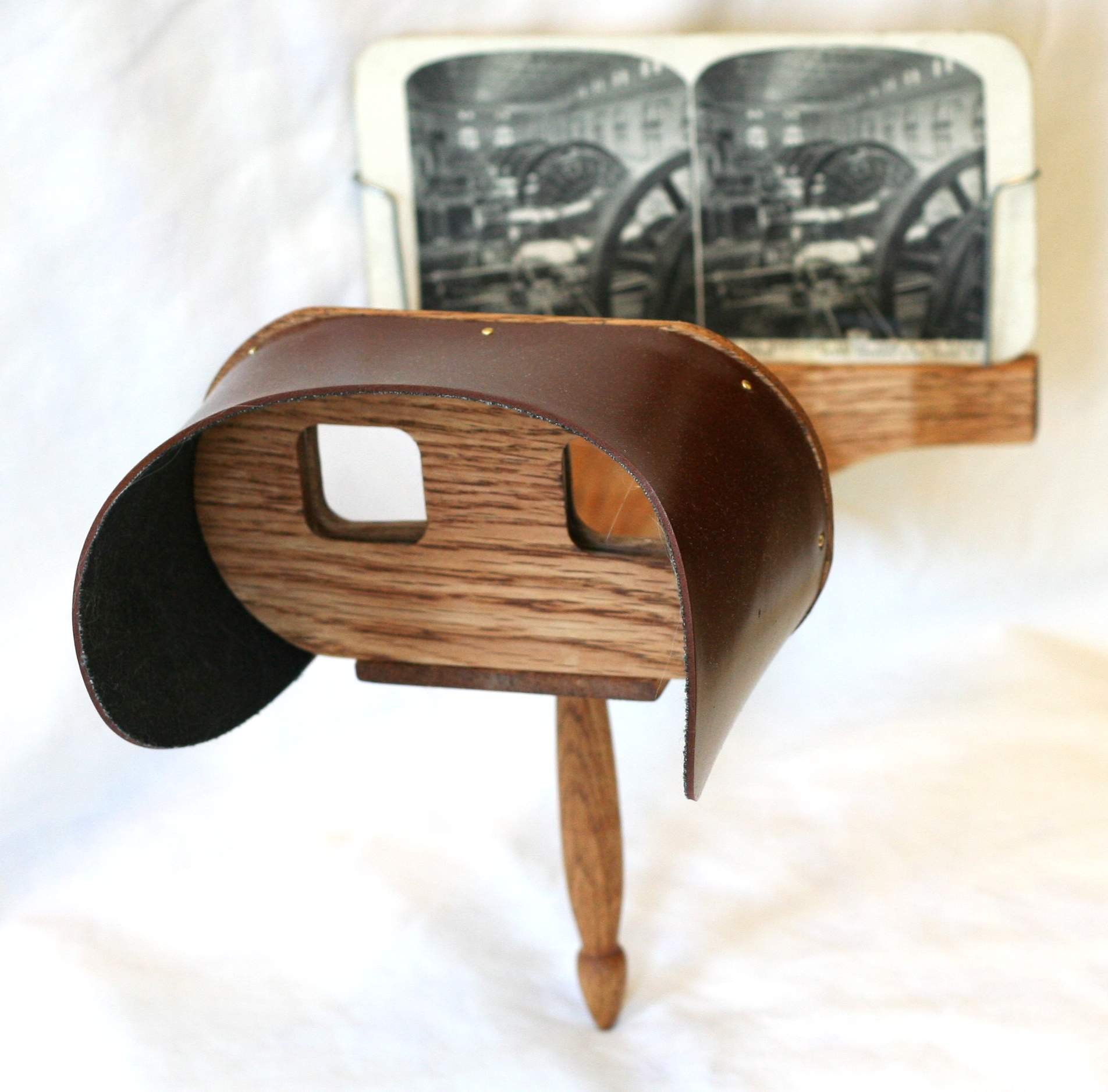
Estereoscopi de Holmes

Els termes estereoscopi, estereoscòpic i imatge tridimensional 3-D es refereixen a qualsevol tècnica d'enregistrament de la informació tridimensional visual o a la creació de la il·lusió de profunditat en una imatge.
La il·lusió de profunditat en una fotografia, una pel·lícula o un altre tipus d'imatge bidimensional es crea presentant una imatge lleugerament diferent a cada ull. Diferents tipus de demostracions 3D usen aquest mètode de transportar imatges.
L'estereoscopi, és a dir, l'aparell que presenta una doble imatge que es barreja en el nostre cervell com una sola imatge estereoscòpica, va ser inventat per sir Charles Wheatstone el 1840.
L'estereoscopi és un dispositiu molt simple que consta de quatre petits miralls, situats en forma tal que permeten desviar les imatges corresponents a cada ull posades l'una al costat de l'altra de tal manera que en veure's muntades l'una sobre l'altra donen l'efecte estereoscòpic o tridimensional; per ajustar a la mida diferents imatges el dispositiu té un eix o pivot que altera el grau de separació. Aquest aparell substitueix la facultat d'encreuar els ulls per veure fotos o vídeos estereoscòpics, que per a molts és una cosa difícil i/o incòmoda.
L'estereoscopi és usat en fotogrametria i també per a la producció d'un estereograma. L'estereoscopi és útil en la inspecció d'imatges donades de jocs de dades grans multidimensionals com són les produïdes per dades experimentals. A part d'això, la combinació de parells estereoscòpics de fotografies aèries és indispensable en la cartografia geològica. Aquest mètode permet la visualització d'estructures com plecs i falles que d'una altra manera exigirien un complicat treball sobre el terreny.
La fotografia tradicional estereoscòpica consisteix a crear una il·lusió de 3D que comença per un parell d'imatges de 2D. La manera més fàcil de crear la percepció de profunditat en el cervell és proporcionar als ulls de l'espectador dues imatges diferents que representen dues perspectives del mateix objecte, amb una desviació menor a les perspectives que ambdós ulls naturalment reben en la visió binocular. La fotografia moderna industrial tridimensional pot usar el làser o altres tècniques avançades per a descobrir i registrar informació tridimensional.

## Costat a costat

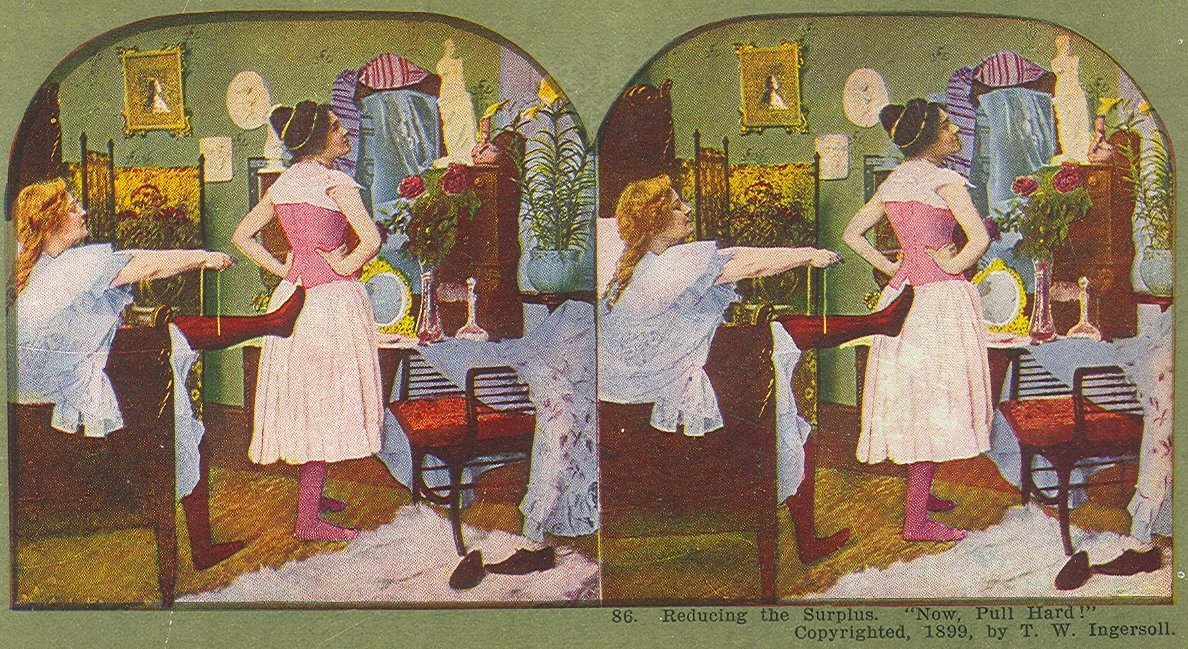
Targeta estereoscòpica per a ser vista amb un estereoscopi

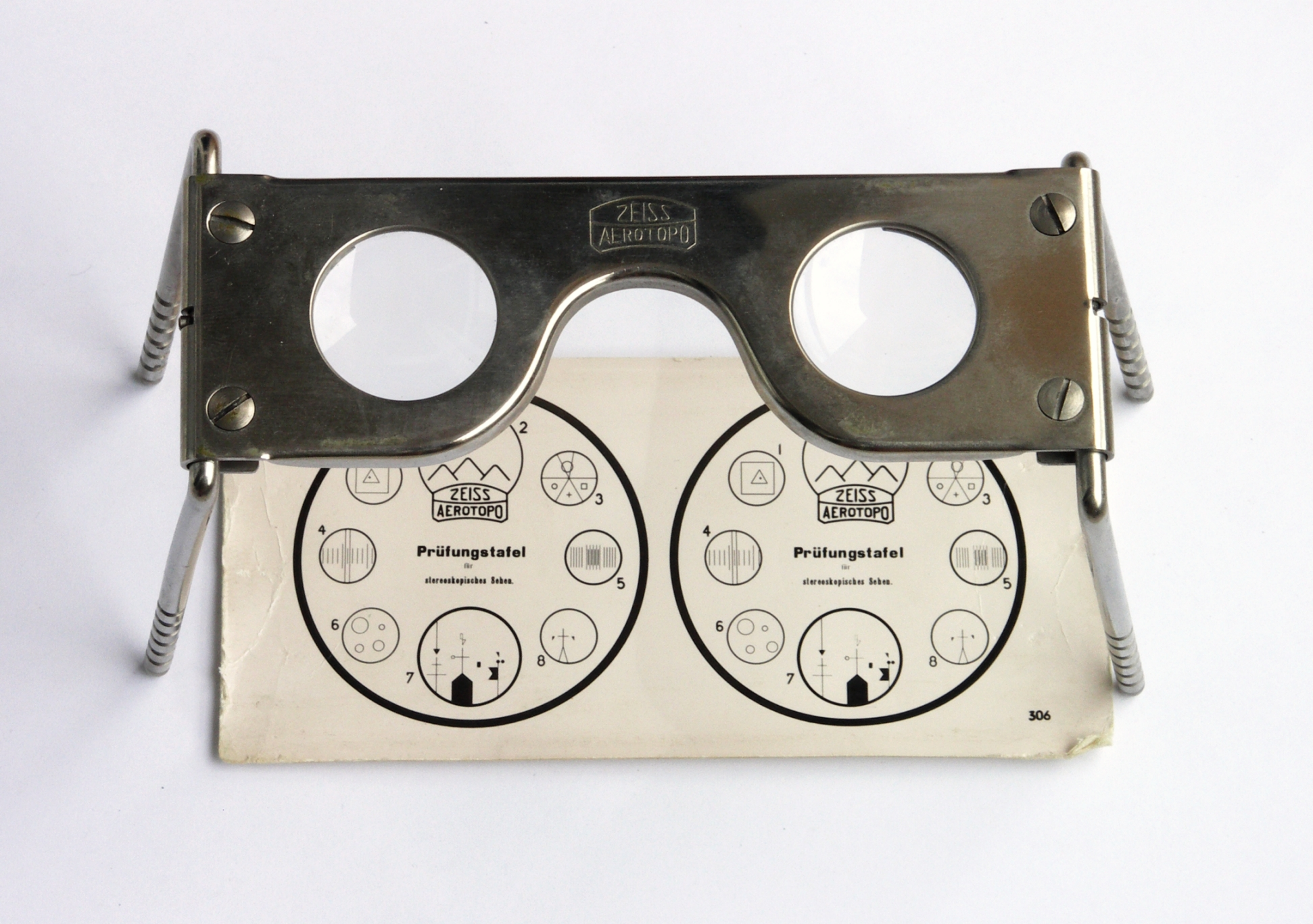
Estereoscopi amb imatge de prova.

Requereix poc o gens de processament d'imatges addicionals. En algunes circumstàncies, quan un parell d'imatges és mostrat per a la "visió d'ulls encreuats" o de divergència, no es fa servir cap dispositiu o equip òptic addicional.
Els avantatges principals per part dels espectadors són que no hi ha cap disminució de resplendor, llavors les imatges poden ser presentades en molt alta resolució i amb tot l'espectre de color. El ghosting o "efecte fantasma", associat a la projecció polaritzada o als filtres de color, queda totalment eliminat. Les imatges són presentades discretament als ulls que les transmeten al centre visual del cervell.
L'adveniment recent del Full-HD i de les pantalles planes d'ordinador ha fet més pràctiques les àmplies imatges digitals de 3D (mode back-to-back), que fins ara havien estat emprades principalment amb fotos aparellades.

## Imatges de satèl·lit
Alguns programes d'imatges de satèl·lit permeten inclinar digitalment la imatge de manera que es pugui tenir una visió estereoscòpica del relleu inclinant aquesta imatge (Google Earth, per exemple). En l'ésser humà, la visió estereoscòpica s'aconsegueix per la síntesi en el cervell de dues imatges diferents que s'interpreten com una de sola.
Aquesta interpretació té les seves regles: un parell estereogràfic de fotos aèries es veuen en tres dimensions si la il·luminació procedeix de l'angle superior esquerre, de manera que la majoria de les fotos aèries (i igualment passa amb les imatges de satèl·lit) s'han de veure al revés (amb el sud cap amunt de la imatge per veure-les en relleu).
Això es deu al fet que tant les fotos aèries com les imatges de satèl·lit se solen prendre durant el matí (que és quan hi ha menys nuvolositat) i així l'ombra apareix cap a l'esquerra, és a dir, cap a l'oest, de manera que les parts deprimides seran interpretades com a elevacions.

## Il·lusions visuals tridimensionals
Moltes d'aquestes il·lusions tridimensionals es van crear recentment amb programes gràfics que van anar elaborant-se amb computadors o ordinadors personals. No obstant això, és molt fàcil crear aquestes il·lusions quan fem servir dos colors en què l'índex de refracció és molt diferent (per exemple, vermell i violeta) i barregem en el nostre cervell les dues imatges, com succeeix en les pel·lícules en relleu que fan servir filtres d'aquests colors.

## Cinema digital 3D
En general són pantalles de cinema, en les quals es poden veure les imatges en digital 3D, emprant unes ulleres especials.